# Demonax simulatus
Demonax simulatus là một loài bọ cánh cứng trong họ Cerambycidae.